# ثيمبيسو ناجكوبو
ثيمبيسو ناجكوبو (بالإنجليزية: Sthembiso Ngcobo)‏ (24 سبتمبر 1983 بديربان في جنوب أفريقيا - ) هو لاعب كرة قدم جنوب أفريقي في مركز الهجوم. شارك مع منتخب جنوب أفريقيا لكرة القدم. أما مع النوادي، فقد لعب مع نادي كايزر تشيفز وFree State Stars F.C. ‏ ونادي أمازولو وDurban Stars F.C. ‏.

## وصلات خارجية
- ثيمبيسو ناجكوبو على موقع قاعدة بيانات كرة القدم.إي يو (الإنجليزية)
- ثيمبيسو ناجكوبو على موقع ناشيونال فوتبول تيمز (الإنجليزية)